# London Breed
London Nicole Breed (San Francisco, 11 agosto 1974) è una politica statunitense, 45º sindaco della città e della contea di San Francisco dal dicembre 2017 al gennaio 2018 e nuovamente dal luglio 2018 al gennaio 2025. 
È stata la prima donna e la seconda persona nera eletta in questa posizione. Precedentemente è stata supervisore del Distretto 5 ed è stata presidente del Consiglio dei Supervisori di San Francisco dal 2015 al 2018.Cresciuta in povertà, dopo il college ha lavorato per il governo locale. Nel 2013 è stata eletta nel Consiglio di vigilanza e nel 2015 ne è diventata presidente. Come presidente del consiglio di amministrazione, Breed, secondo lo statuto della città, è diventata sindaco di San Francisco dopo la morte del sindaco Ed Lee. Ha ricoperto questo ruolo dal 12 dicembre 2017 al 23 gennaio 2018.
Breed è stata la candidata vincente alle elezioni speciali per il sindaco di San Francisco tenutesi il 5 giugno 2018. È la prima donna nera e la seconda donna in generale ad essere eletta sindaco di San Francisco. Ha prestato giuramento come sindaco l'11 luglio 2018. 
Si è candidata per la rielezione a sindaco nel 2024, ma ha perso contro un altro democratico, Daniel Lurie.

## Infanzia e istruzione
Nata a San Francisco Breed è stata cresciuta dalla nonna nelle case popolari di Plaza East nel quartiere Western Addition della città. Della sua infanzia a San Francisco scrisse in seguito: "In cinque abbiamo vissuto con $ 900 al mese. Riciclare significava bere da vecchi barattoli di maionese. La violenza non era mai lontana e una volta alla settimana abbiamo portato il carrello della nonna nella stanza della comunità per raccogliere generi alimentari emessi dal governo". La sorella minore è morta per overdose di droga e suo fratello è in prigione.
Breed si è diplomata all'high school Galileo. Ha conseguito una laurea presso l'Università della California - Davis nel 1997 e un master in pubblica amministrazione presso l'Università di San Francisco nel 2012.

### Carriera
Breed ha lavorato come stagista presso l'Office of Housing and Neighborhood Services per il sindaco Willie Brown. Nel 2002, è diventata direttore esecutivo dell'African American Art & Culture Complex dove ha raccolto oltre 2,5 milioni di dollari per rinnovare lo spazio di 34.000 metri quadrati del complesso (tra cui una galleria d'arte, uno spazio teatrale e uno studio di registrazione). È stata nominata dalla Commissione dell'agenzia per la ricostruzione di San Francisco nel 2004. Nel 2010, il sindaco Gavin Newsom l'ha nominata alla San Francisco Fire Commission.
Nel novembre 2012, Breed è stata eletta alla carica di supervisore del Distretto 5 dopo aver sconfitto Christina Olague, che era stata nominata al seggio di quell'anno dal sindaco Ed Lee, dopo che il supervisore Ross Mirkarimi era stato eletto sceriffo. Seguendo cinque turni di assegnazioni di voto a scelta, Breed ha vinto per oltre 12 punti, segnando per la prima volta nella storia di San Francisco che uno sfidante aveva disarcionato un supervisore distrettuale (Aaron Peskin ha ripetuto questa impresa nel 2015, interrompendo il supervisore Julie Christensen per reclamare il suo seggio nel Distretto 3).
Breed ha iniziato come supervisore del Distretto 5 l'8 gennaio 2013, con l'allora procuratore generale della California Kamala Harris che ha prestato giuramento. L'8 gennaio 2015 London Breed è stata eletta Presidente del Consiglio dei Supervisori di San Francisco prima con un voto da 8 a 3 e poi all'unanimità. Ha sconfitto il supervisore David Campos, che è stato anche lui nominato per la posizione. Breed è subentrata al supervisore del Distretto 4, Katy Tang, che aveva assunto temporaneamente la presidenza dopo che l'allora Presidente del Consiglio David Chiu si era dimesso per iniziare a prestare servizio nell'Assemblea della California.
A febbraio 2016, Breed ha annunciato la sua disponibilità ad essere rieletta per rappresentare il Distretto 5. I principali problemi che ha identificato nella sua dichiarazione erano la costruzione e la protezione degli alloggi a prezzi accessibili, l'aumento della sicurezza pubblica, il miglioramento della salute ambientale e la modernizzazione dei trasporti pubblici. Dean Preston, un avvocato è stato il suo avversario. L'8 novembre 2016 London Breed ha vinto la rielezione con 52% contro 48%, battendo Preston in 46 dei 68 ambiti del distretto.
Nell'ambito di un'indagine dell'FBI sulla corruzione pubblica e la determinazione delle offerte, l'uomo d'affari Derf Butler è stato registrato mentre parlava del presunto pagamento per l'accesso a Breed. Butler, secondo i documenti del tribunale pubblicati nel 2015, ha detto a una fonte dell'FBI di aver pagato "il supervisore Breed con carte di debito non rintracciabili per abiti e viaggi in cambio di vantaggi sui contratti a San Francisco". La richiesta di Breed è stata respinta e nessuna prova è stata presentata negli anni dopo l'accusa di sostanziarlo.
Breed è stata rieletta all'unanimità per altri due anni come presidente del consiglio di amministrazione il 9 gennaio 2017. Nessun altro supervisore è stato nominato per la posizione.

### Sindaco
In seguito alla morte del sindaco Ed Lee, avvenuta il 12 dicembre 2017, Breed è diventata sindaco effettivo della città in virtù della sua posizione di presidente del Consiglio delle autorità di vigilanza.
Il 23 gennaio 2018, il Consiglio delle autorità di vigilanza ha scelto Mark Farrell come sindaco provvisorio fino a quando non si fossero svolte le elezioni speciali. Citando il ruolo di Ron Conway come benefattore di Breed, i supervisori Aaron Peskin e Jane Kim, considerati i membri progressisti del consiglio, hanno tentato di negare a Breed l'incarico, andando alle elezioni.
London Breed ha corso nelle elezioni speciali per l'elezione del sindaco tenutesi il 5 giugno. Nel conteggio iniziale Breed si è piazzata al primo posto con il 35,6% dei voti, Mark Leno al secondo posto con il 25,9% e Kim con il 22,8%. Leno ha preso l'iniziativa il giorno seguente dopo la tabulazione iniziale dei voti per le graduatorie scelte, ma Breed ha preso il comando il 9 giugno. Il 13 giugno, con 8.000 schede ancora da contare Leno ha accettato la sconfitta e si è congratulata con Breed per la sua vittoria. London Breed si è dimessa da presidente del Consiglio delle autorità di vigilanza il 26 giugno 2018 dove, con voto unanime del Consiglio, è stata eletta Malia Cohen. Ha mantenuto la sua posizione di supervisore del Distretto 5 fino all'assunzione del ruolo di sindaco l'11 luglio 2018. Ha dichiarato la sua intenzione di candidarsi a tempo pieno nelle prossime elezioni regolari del sindaco, che si terranno il 5 novembre 2019.

### Legislazione
London Breed è stata l'autrice della legislazione del 2014 scritta per consentire al Procuratore della città di San Francisco di perseguire danni civili contro i tagger dei graffiti, invece di affidarsi esclusivamente a procedimenti penali per punire i tagger. Nel 2016, il procuratore della città Dennis Herrera ha utilizzato queste nuove sanzioni per ottenere un giudizio civile contro il tagger seriale Terry Cosy che ha portato ad una multa di 217.831,64 dollari.
Dopo l'uccisione di Mario Woods da parte di agenti di polizia di San Francisco, la Breed e la sovrintendente Malia Cohen ha chiesto un'indagine federale sulla sparatoria ad una riunione del Consiglio dei Supervisori.